# Janildes Fernandes
Pour les articles homonymes, voir Fernandes.
Janildes Fernandes Silva, née le 23 août 1980 à São Félix do Araguaia, est une coureuse cycliste brésilienne. Active sur route et sur piste, elle a été plusieurs fois médaillées lors de compétitions continentales et a représenté le Brésil lors des courses sur route des Jeux olympiques de 2000, 2004 et 2012. Sa sœur Clemilda est également cycliste et a, comme elle, été plusieurs fois championne du Brésil.

## Palmarès sur route

### Palmarès par année
- 1998
  - Prova Ciclística 9 de Julho
- 1999
  - Prova Ciclística 9 de Julho
  -  Médaillée de bronze de la course sur route des Jeux panaméricains
- 2000
  - Prova Ciclística 9 de Julho
- 2002
  -  Médaillée de bronze du championnat panaméricain sur route
- 2003
  - Copa América de Ciclismo
  -  Médaillée d'argent de la course sur route des Jeux panaméricains
- 2004
  - 3e du GP Carnevale d'Europa
- 2005
  - 2e du Tour du lac Majeur
  - 3e de la Copa América de Ciclismo
  - 3e du GP Città di Castenaso
- 2006
  -  Médaillée d'argent de la course sur route des Jeux sud-américains
- 2007
  -  Championne du Brésil du contre-la-montre
  - 2e du championnat du Brésil sur route
- 2008
  - 4e étape du Tour de Salvador
  - 2e de la Coupe de la fédération vénézuélienne de cyclisme
  - 3e du championnat du Brésil du contre-la-montre
- 2009
  -  Championne du Brésil sur route
  - Copa América de Ciclismo
  - 4e de la course sur route des championnats panaméricains
- 2010
  -  Championne du Brésil sur route
  - 2e de la Copa América de Ciclismo
- 2011
  - Copa América de Ciclismo
  - 2e du championnat du Brésil sur route
  - 3e du championnat du Brésil du contre-la-montre
- 2012
  - Coupe de la fédération vénézuélienne de cyclisme
  -  Médaillée de bronze de la course sur route des championnats panaméricains
- 2014
  - 3e du championnat du Brésil du contre-la-montre
- 2015
  - Tour de San Luis
- 2016
  - Coupe de la fédération vénézuélienne de cyclisme

### Classements mondiaux
| Année                                 | 2009 | 2010 | 2011 | 2012 | 2013 | 2014 | 2015 | 2016 | 2017 | 2018 | 2019 |
| ------------------------------------- | ---- | ---- | ---- | ---- | ---- | ---- | ---- | ---- | ---- | ---- | ---- |
| Classement UCI                        | 111e | nc   | 260e | 78e  | nc   | 364e | 103e | 159e | nc   | nc   | 845e |
|                                       |      |      |      |      |      |      |      |      |      |      |      |
| Légende : nc = non classéSource : UCI |      |      |      |      |      |      |      |      |      |      |      |

## Palmarès sur piste

### Championnats panaméricains
- 2007
  -  Médaillée de bronze du scratch

### Jeux sud-américains
- 2010
  -  Médaillée d'argent de la poursuite
  -  Médaillée de bronze de la poursuite par équipes
  -  Médaillée de bronze du scratch

### Championnats nationaux
- Championne du Brésil de scratch en 2014
- Championne du Brésil de l'omnium en 2014